# なのはな農業協同組合
なのはな農業協同組合（JAなのはな）は、富山県富山市豊田本町に本店を置く農業協同組合。
かつて関連会社で地域に根ざすことを目的としたコンビニエンス事業も行っており、サークルKサンクスのエリアフランチャイザーとして、「株式会社サンクスアンドアソシエイツ富山」を設立・出資していた。

## 沿革
個別に出典が提示されている箇所以外の出典→
- 1994年（平成06年）3月1日 富山市内の富山市中央農業協同組合、富山市東農業協同組合、呉羽農業協同組合、富山池多農業協同組合の4農協が合併して成立。富山県内53農協（当時）の広域合併第1号で、組合員は当時県内最大規模の11,400人であった。本店は旧JA富山中央本店に置いた[2]。
- 2004年（平成16年）
  - 3月1日 八尾信用農業協同組合が合併。
  - 5月14日 富山市田尻東に当時富山県内最大規模の農産物直売所『なのはな農業協同組合農産物直売所』が竣工、同年5月22日オープン[3]。
  - 9月11日 富山県信用農業協同組合連合会より県内中核JAとして一部事業譲渡を受ける。
- 2008年（平成20年）12月13日 機構改革の一環として店舗統廃合を実施。

## 店舗
| 店舗番号 | 店舗名       | 所在地                      |
| -------- | ------------ | --------------------------- |
| 241      | 本店         | 富山県富山市豊田本町3-18-21 |
| 244      | 東部支店     | 富山県富山市荒川2-18-26     |
| 248      | 北部支店     | 富山県富山市中田2-17-23     |
| 249      | 中部支店     | 富山県富山市豊若町3-12-22   |
| 251      | 西部支店     | 富山県富山市五福1143-1      |
| 255      | 和合支店     | 富山県富山市八町4942-1      |
| 268      | 農協会館支店 | 富山県富山市新総曲輪2-21    |
| 274      | 南部支店     | 富山県富山市中老田316       |
| 275      | 呉羽支店     | 富山県富山市呉羽町6441      |
| 292      | 水橋支店     | 富山県富山市水橋小路245     |
| 353      | 八尾支店     | 富山県富山市八尾町鏡町2403  |